# Behandelrichtlijn ossale metastase in het lange pijpbeen
De behandelrichtlijn ossale metastase in het lange pijpbeen bij een (dreigende) pathologische fractuur is nodig omdat de levensverwachting van mensen met botmetastasen gaandeweg sterk is verbeterd en het steeds vaker voorkomt dat er pathologische fracturen ontstaan. Meer mensen lopen langer met botmetastasen rond. Een richtlijn is daartoe door een aantal UMC's opgezet.

## Epidemiologie
Botmetastasen zijn de meest voorkomende vorm van kwaadaardige tumoren in het skelet. Ze nemen in incidentie en prevalentie toe, in tegenstelling tot primaire beentumoren zoals het osteosarcoom en het chondrosarcoom, die relatief weinig voorkomen (1 per 100.000). Bij 70% van de patiënten met een botmetastase zijn deze secundair aan een mamma-, long-, prostaat-, schildklier- of niercelcarcinoom. Door de steeds effectievere behandeling van deze gemetastaseerde primaire tumoren is het aantal botmetastasen toegenomen. Gemiddeld wordt geschat dat twee derde van alle terminale kankerpatiënten ossale metastasen heeft. Hoewel botmetastasen niet levensbedreigend zijn, beïnvloeden deze wel sterk de kwaliteit van leven. Bij ongeveer twee derde van de patiënten bestaan de klinische symptomen van botmetastasen vooral uit (ernstige) botpijn en daarmee samenhangende verminderde mobiliteit. Verder zijn de klinische symptomen als gevolg van hypercalciëmie, pancytopenie (beenmerginfiltratie) en ruggenmergcompressie belangrijk om te herkennen. Het bestaan van een botmetastase als zodanig heeft echter wel een negatieve invloed op de overall survival; 50% van de patiënten met botmetastasen overlijdt binnen zes maanden na de diagnosticering hiervan. Bekende negatief voorspellende factoren zijn het hebben van:
- een actuele pathologische fractuur
- multipele botmetastasen
- viscerale metastasen
- een Hb < 7 mmol/l,
- een snelgroeiend carcinoom en verslechterd algemeen functioneren(33) (tabel 1.)

De overall survival bij 12 maanden voor de groep met 0-2 punten was in deze studie meer dan 90%. Bij een score tussen de 3-5 werd daalde deze survival naar ongeveer 50% en bij meer dan 6 punten tot onder de 15%.(34) Voor de uiteindelijke keuze van behandeling kan deze score een belangrijke rol spelen (figuur 1).
Tussen de 5 en 10% van de patiënten met een botmetastase krijgt uiteindelijk te maken met een dreigende of actuele pathologische fractuur. Belastingsafhankelijke pijn kan het eerste teken van een dreigende pathologische fractuur zijn, maar is in de praktijk vaak een matige voorspellende factor.
Mannen lijken meer aangedaan dan vrouwen (58 vs. 42%), en er bestaat een piekincidentie tussen het 40ste en 80ste levensjaar met een gemiddelde van 58 jaar. De grote meerderheid (80%) van ossale metastasen wordt gevonden in de goed doorbloede gedeelten van het axiale skelet (inclusief bekken), de ribben en het proximale femur. Lokalisatie distaal van de elleboog en knie zijn zeldzaam.
Traditioneel worden botmetastasen ingedeeld in osteolytisch en osteoblastisch, maar in het algemeen mag worden aangenomen dat alle botmetastasen een bepaald deel van beide eigenschappen bezitten. Puur osteolytische laesies zijn in sterkere mate at risk voor een pathologische fractuur. Terwijl overwegend osteoblastisch laesies minder risicovol zijn.
Een pathologische fractuur van het proximale femur bij kinderen en jong volwassenen vindt frequent haar oorzaak in een primaire beentumor.
Bij patiënten boven de 40 jaar staat een metastase of een multipel myeloom bovenaan de differentiaaldiagnose (tabel 2). Ondanks het zeldzame karakter behoort een primaire beentumor wel in de differentiaaldiagnose van de pathologische fractuur. Vaak kan een betrouwbare differentiaaldiagnose worden opgesteld aan de hand van anamnese, lichamelijk onderzoek en conventionele röntgendiagnostiek. Röntgendiagnostiek is vaak een betrouwbare manier om een maligne laesie van een benigne afwijking te onderscheiden. Dit artikel richt zich vooral op de diagnostiek en behandeling van een bot metastase leidend tot een (dreigende) pathologische fractuur.
Enkele benigne afwijkingen worden voor de volledigheid besproken. De meeste benigne afwijkingen onderscheiden zich door een scherpe begrenzing tussen de laesie en het aangrenzend bot, een sclerotische (dichtere, hardere) begrenzing en het ontbreken van een periostreactie en wekedelencomponent. Indien er geen betrouwbare diagnose gesteld kan worden op basis van de röntgenfoto, moet een ossale laesie met grote voorzichtigheid worden benaderd.

## diagnose
Door de klassieke tekenen van een fractuur: pijn, onvermogen het getroffen lichaamsdeel normaal te gebruiken, eventueel een afwijkende stand. Het vermoeden kan worden bevestigd met een röntgenfoto. Er mag nooit zonder meer worden aangenomen dat een enkelvoudige laesie die op een röntgenfoto als een opheldering verschijnt een metastase is. Het zou ook een primaire tumor kunnen zijn, bijvoorbeeld de ziekte van Kahler.
Bij het spontaan of na een licht trauma ontstaan van een fractuur dient een pathologische oorzaak te worden uitgesloten, voordat met de chirurgische behandeling wordt begonnen.
Essentieel in de work-up is een conventionele röntgenfoto in twee richtingen van het gehele pijpbeen. Het is van belang dat het gehele lange pijpbeen goed te beoordelen is. Zowel evidente als dreigende fracturen in lytische laesies kunnen zo worden gediagnosticeerd. Röntgendiagnostiek wordt verricht op indicatie van de kliniek (pijn) en op geleide van de botscan die vaak al verricht wordt gedurende het stadiëringsonderzoek voor de primaire tumor. (zie stroomdiagram) Agressieve kenmerken van een ossale laesie zijn: een diameter > 5 cm, cortexonderbreking, periostreactie en het bestaan van een pathologische fractuur.

### aspecten van verschillende botmetastasen
Botmetastasen kunnen lytisch, sclerotisch (blastisch) of gemengd lytisch/sclerotisch zijn. Een bepaalde mate van lytische destructie is noodzakelijk voordat een laesie zichtbaar wordt op een röntgenfoto. Röntgenfoto’s hebben een hoge specificiteit en een lage vals-positieve uitslag. Dit komt doordat alvorens botdestructie vast te stellen is, minimaal 50% van het spongieuze bot en/of minimaal 30% van het corticale bot verdwenen moet zijn. Het long-, schildklier- en niercelcarcinoom hebben vaak een uitgesproken osteolytisch karakter. Dit wordt veroorzaakt door een stimulatie van de osteoclasten en is dus een secundair gevolg van de lokale tumorgroei. Het prostaatcarcinoom is over het algemeen overwegend osteoblastisch. Hierbij is het de lokale botreactie en dus niet de botmetastase zelf die de osteoblasten rondom de metastase te stimuleren. Overwegend lytische metastasen kunnen ook enige vorm van osteoblastaire reactie laten zien indien er sprake is van relatief langzame tumorgroei (mammacarcinoom). Deze wordt waarschijnlijk veroorzaakt wordt door lokale reactieve botvorming en is een poging van het bot zichzelf te repareren. Ossale metastasen zijn vooral gelokaliseerd in de sterk doorbloede gedeeltes van het bot (wervelkolom, bekken en metafysair in de lange pijpbeenderen)

#### Multipel myeloom
Het bestaan van een solitaire laesie (plasmocytoom) wordt in het algemeen bewezen met behulp van röntgendiagnostiek en een skeletscintigram (De PET-scan wordt in toenemende mate gebruikt om het risico van een vals-negatieve botscan te verkleinen). In 40% van de gevallen zal een solitaire laesie uiteindelijk leiden tot multifocale afwijkingen (ziekte van Kahler). De ossale laesie karakteriseert zich door een medullaire, lytische laesie met mogelijke cortexdestructie of scalopping, met voorkeurslokalisaties in het axiale skelet, de schedel en proximale lange pijpbeenderen.

#### Chondrosarcoom
Het centrale chondrosarcoom presenteert zich meestal als een metadiafysaire, lytische laesie met popcorn-achtige calcificaties. Hooggradige chondrosarcomen doorbreken in het merendeel van de gevallen de cortex en vertonen veelal een wekedelencomponent. Hoe hoger de maligniteitsgraad hoe onscherper de begrenzingen en hoe ernstiger de cortexaantasting.

#### Osteosarcoom
Osteosarcomen zijn vaak excentrische metafysaire sclerotische (blastische) of gecombineerd lytisch en sclerotische laesies. In ongeveer 25% van de gevallen zijn osteosarcomen overwegend lytisch. Meestal zijn de begrenzingen van de laesie onscherp, is de cortex gedestrueerd en is er een onderbroken periostreactie (Codmanse driehoek) of permeatieve periostreactie (sunburst). Vaak is er een begeleidende wekedelenmassa.

#### Reusceltumor
De reusceltumor presenteert zich als een excentrische, epi- metafysaire expansieve lytische laesie, versmalling van de cortex en een mogelijke wekedelencomponent. Ondanks het histologische benigne karakter van deze laesie bestaat er een lokaal agressief gedrag en een zeldzaam voorkomen van pulmonale metastasering (4-10%)

#### Aneurysmatische botcyste
Een aneurysmatische botcyste (ABC) is een meestal een excentrische, solitaire, expansieve en erosieve laesie, gelokaliseerd in de metafyse van onderste en in mindere mate bovenste extremiteit. Het radiologische aspect van deze afwijking wordt beschreven als een zeepbel. In de wervelkolom is vaak het posterieure segment betrokken.

#### Fibreuze dysplasie
Fibreuze dysplasie kenmerkt zich door een matglasaspect van de matrix in de meta- en epifyse. De laesie is veelal scherp begrensd met soms enige scalopping van de cortex. Er is typisch geen periostreactie of wekedelencomponent. Herhaaldelijke pathologische fracturen kunnen deze afwijking een maligne karakter geven met lytische, sclerotische en Paget-achtige gebieden.

## Inschatten fractuurrisico van een zwakke plek in het bot
Profylactische osteosynthese van een dreigende pathologische fractuur kan worden aanbevolen indien er sprake is van een ossale metastase met een diameter groter dan 50% van de diameter van het pijpbeen, een corticale onderbreking groter dan 3 cm en/of aanhoudende pijn niet reagerend op radiotherapie en pijnstilling.
Er zijn verschillende methoden beschreven om een dreigende pathologische fractuur vast te stellen, deze zijn echter allemaal nauwelijks of niet evidence-based. Bij drie kwart van de patiënten is pijn het eerste en belangrijkste symptoom. De intensiteit en het karakter van de pijn zijn echter niet duidelijk gecorreleerd aan de kans op een pathologische fractuur. Het optreden van pijnklachten kan verklaard worden door rek op het periost en/of prikkeling van zenuweinden in het endostale bot, als gevolg van corticale zwakte, microfracturen en oedeem. Veelal worden daarom radiologische criteria gebruikt om een dreigende pathologische fractuur vast te stellen.
Slechts enkele radiologische criteria lijken in de praktijk goed te correleren met een verhoogd risico op een pathologische fractuur. Geconcludeerd kan worden dat er sprake is van een dreigende pathologische fractuur van het femur wanneer de radiologische lengte grootte van de laesie meer dan 30 mm bedraagt, osteolytisch van karakter is en gepaard gaat met zichtbare cortexdestructie (figuur 2). Een laesie met meer dan 50% botdestructie van de circumferentie van het lange pijbeen kan ook als een dreigende fractuur beschouwd worden, maar is in de praktijk beter te beoordelen op een CT-scan (figuur 1)}. De Mirels-score, die gebruikmaakt van radiologische en klinische criteria, wordt in de recente literatuur ook weer gebruikt voor de inschatting van het fractuurrisico (tabel 4).

## Aanvullende diagnostiek
Patiënten met een (a)symptomatische ossale metastase kunnen worden onderverdeeld in drie verschillende groepen.
1. De grootste groep patiënten zit in een vergevorderd stadium van een bekende primaire tumor en heeft bewezen ossale metastasen. Voor deze groep geldt dat in principe kan worden volstaan met een röntgenopname van het gehele pijpbeen in twee richtingen en een skeletscintigram, alvorens gestart kan worden met de behandeling.
2. De tweede groep bestaat uit patiënten met een bekende primaire tumor, maar nog zonder bewezen botmetastasen. Hierbij is naast de bovenbeschreven radiologische diagnostiek ook een biopsie voorafgaande aan de behandeling gewenst.
3. Bij de derde groep (10%) is de botmetastase zelf het eerste signaal van een nog onbekende primaire tumor.(14) Hierbij is aanvullend onderzoek voorafgaand aan een biopsie altijd noodzakelijk. Hiervoor dient een internist/oncoloog geconsulteerd te worden. In 85% van de gevallen kan hiermee de primaire tumor al voor de biopsie worden gediagnosticeerd.(10) Onderzoek voorafgaand aan een biopsie bestaat dan uit: een röntgenfoto van het gehele pijpbeen en de thorax, een skeletscintigrafie en bloed- en urineonderzoek (volledig bloedbeeld met leukocytendifferentiatie, BSE, CRP, nier- en leverfunctieparameters, het alkalische fosfatase en op indicatie het PSA en serumcalcium.). Indien de diagnose nog niet gesteld kan worden, wordt ook een CT-scan van de thorax en het abdomen en eventueel een PET-scan gemaakt. Voor de tweede en derde groep geldt dat bij verdenking op een primaire beentumor of een solitair curatief resectabele laesie, een (eventueel dynamische) MRI met contrast voorafgaand aan deze biopsie noodzakelijk is (tabel 3).

### Laboratoriumonderzoek
Het doel van laboratoriumonderzoek is tweeledig. Ten eerste kan een nog onbekende primaire tumor worden gediagnosticeerd. Ten tweede kunnen potentieel levensbedreigende afwijkingen in de calcium- en fosfaathuishouding worden gediagnosticeerd en behandeld.
Bloedonderzoek: volledig bloedbeeld met leukocytendifferentiatie, BSE, CRP, nier- en leverfunctieparameters. Aangezien het Alkalische Fosfatase en Calcium als gevolg van een toegenomen osteoclastenactiviteit bij botmetastasen soms in levensgevaarlijke concentratie kan voorkomen (bv mammacarcinoom), is het verstandig deze te bepalen.
Eventueel kunnen specifieke tumormarkers als het PSA (prostaat),TSH (schildklier), alfafoetoproteïne (leverinsufficiëntie: carcinoom, alcoholabusus), CEA (adenocarcinoom) en het LDH (lymfoom) op indicatie worden bepaald.
Urineonderzoek: bence-joneseiwittjen (eiwitspectrum) (ziekte van Kahler)

### Skeletscintigrafie
Het doel van een botscan is het screenen van het gehele skelet op overige lokalisaties van ossale metastasen, zodat deze indien nodig behandeld kunnen worden. Ook worden peri-operatieve fracturen van de CWK (intubatie) en extremiteiten (positionering, mobilisatie met krukken) zo voorkomen.
Een skeletscintigrafie is zeer gevoelig voor diverse metastatische osteoblastische haarden en is al positief bij een laesie van meer dan 2 mm, maar vooral bij het plasmocytoom, schildkliercarcinoom en melanoom komen als gevolg van het lytische karakter van deze laesies ook fout-negatieven voor.(10) Helaas heeft de activiteit van de laesie geen relatie met het eventuele fractuurrisico. Verdachte laesies dienen daarom altijd vergeleken te worden met conventionele röntgenopnames. Een skeletscintigrafie kan goed worden gebruikt om eventuele skiplaesies dan wel andere ossale lokalisaties van de tumor te diagnosticeren, en is zeer sensitief. De combinatie van een skeletscintigrafie en conventionele röntgenfoto’s is sterk en is in de dagelijkse praktijk meestal afdoende om een adequate behandelingsstrategie voor patiënten met een bekende ossaal gemetastaseerde ziekte te bepalen.

### PET-scan
Een enkel onderzoek naar het gebruik van de PET-scan voor de diagnosticering van ossale metastasen laten een lichte voorkeur zien voor de PET-scan boven een klassieke skeletscintigrafie. Het voordeel van de PET-scan zou zijn dat deze een hogere sensitiviteit zou hebben vooral voor kleine lytische laesies, omdat hij de metabole turnover van glucose meet en niet de indirecte mineralisatie van bot als gevolg van osteoblastenactiviteit.(15) Dit zou bij het Myeloom en andere voornamelijk lytische laesies een vermindering van het aantal foutnegatieven kunnen geven.(15)

### CT-scan
Computertomografie (CT-scan) kan aanvullende informatie bieden betreffende de grootte en precieze locatie van de ossale laesie, alsook de mate van cortexdestructie. Hierbij is het profylactische criterium van meer dan 50% botdestructie ten opzichte van de circumferentie van het lange pijpbeen uitstekend te bepalen. Vooral wanneer de standaard röntgenfoto’s niet goed te beoordelen zijn kan een CT-scan de uitgebreidheid van de laesie en het eventueel bestaan van een fractuur, nauwkeurig in beeld brengen. Op dit moment zijn er onvoldoende argumenten om routinematig een structurele CT-scan van alle ossale metastasen met een dreigende fractuur te verrichten.
Computertomografie (CT-scan) van de thorax en het abdomen bij onbekende primaire tumor leidt in 80% tot de diagnose: metastase van een andere primaire tumor.(3;10)

### MRI-scan
Een MRI geeft geen aanvullende informatie voor een betere inschatting van het fractuurrisico. Een MRI is alleen noodzakelijk wanneer gedacht wordt aan een primaire beentumor of een curatief resectabele solitaire metastase van een carcinoom aan de niercel of schildklier. Er zijn nieuwe aanwijzingen dat full body MRI ook zinvol zou kunnen zijn in het onderzoek naar disseminatie.
De precieze uitbreiding van de tumor in de verschillende anatomische compartimenten evenals de relatie van de tumor ten opzichte van de aangrenzende gewrichten, zenuwen en bloedvaten (stagering) kan worden beoordeeld. Een MRI dient altijd vooraf te gaan aan een eventuele biopsie om artefacten (ten gevolge van de biopsie) te voorkomen. Bovendien kan op de MRI de beste biopsieroute worden gekozen, waarbij rekening wordt gehouden met de incisie van de mogelijk latere definitieve ingreep. Een specifieke rol is weggelegd voor (eventueel dynamische) MRI met contrast; het representeert de biologische activiteit van de tumor en geeft een indicatie van de aanwezigheid van vitaal tumorweefsel en necrose.

### (Dikkenaald)biopsie
Radiodiagnostiek is in de afgelopen jaren van toenemend belang geworden in de diagnosticering en follow-up van patiënten met musculoskeletale tumoren of afwijkingen die daarop lijken. Bij suspecte laesies kan de diagnose radiologisch worden ondersteund, maar niet altijd met zekerheid worden gesteld. Uiteindelijk wordt een definitieve diagnose alleen verkregen door een (dikkenaald)biopsie. Een traditionele openincisiebiopsie kent in vergelijking een groter contaminatierisico van het omliggende weefsel.(16) Toch geldt voor beide technieken het belang van een goed gekozen biopsietraject. Met een dikkenaaldbiopsie kan in 97% een definitieve diagnose worden gesteld.(17) In het algemeen kan worden gesteld dat de biopsie moet worden genomen centraal in het eventueel toekomstige litteken, waarbij weefsel uit de periferie van de laesie de grootste kans biedt op een succesvolle biopsie (vaak centrale necrose). Bij twijfel over het biopsietraject of de definitieve histologische diagnose kan een centrum of de commissie voor beentumoren worden geconsulteerd. Biopsie van een botmetastase voorafgaand aan de behandeling is alleen nodig wanneer er twijfel bestaat over de radiologische diagnose van een ossale laesie bij patiënten met een bekende andere primaire tumor en bij patiënten met een nog onbekende primaire tumor. Peroperatieve biopsie van een bekende ossale metastase is aan te raden. Echter in ongeveer 40% van de gevallen kan geen diagnose
worden gesteld op peroperatief ingestuurd boormeel, een dikke naald biopsie verdient daarom ook hier de voorkeur.

## behandeling en genezing
Een pathologische fractuur is geen gewone fractuur, en er valt dus ook geen gewone genezing te verwachten. De keuze voor een chirurgische behandeling van een actuele pathologische fractuur mag nooit overhaast genomen worden. Adequate pijnstilling geeft voldoende tijd voor een weloverwogen besluitvorming.
De behandeling gebeurt bij voorkeur in een multidisciplinaire setting.
Pre- en / of postoperatieve radiotherapie dient te worden overwogen om groei van de metastase te remmen en eventuele fractuurgenezing te stimuleren. Preoperatieve biopsie is noodzakelijk bij een onbekende primaire tumor om een ‘whoops operatie’ te voorkomen. En dient verricht te worden door of in overleg met de uiteindelijke behandelaar.
Pathologische fracturen genezen slecht of helemaal niet, zelfs als ze stabiel worden gefixeerd. Als chirurgisch behandelindicatie wordt in de praktijk het radiologische criterium van meer dan 30 mm botdestructie in de lengterichting van een belast pijpbeen aangehouden. De operatieve behandeling moet een direct belastbaar en functioneel resultaat hebben.
Profylactische fixatie van dreigende pathologische fracturen geven minder per- en postoperatieve complicaties, zijn gemakkelijker voor de behandelende chirurg en zijn minder traumatisch voor de patiënt. Screening van het fractuurrisico is daarom van groot belang. Osteosynthese van pathologische proximale femur fracturen heeft een groot complicatierisico, de behandeling van deze fracturen met een gecementeerde kop hals of totale heup prothese heeft daarom vaak de voorkeur.
Solitaire metastasen van een niercel- en schildkliercarcinoom met een goede levensverwachting moeten zo mogelijk en-block verwijderd worden. Elk behandelcentrum dient een hoofdconsulent aan te wijzen voor de behandeling van (dreigende) pathologische fracturen
Een multifactoriële inschatting van het fractuurrisico (Mirels) lijkt in eerste instantie logisch, maar is in de praktijk beperkt toepasbaar. Het originele artikel uit 1989 spreekt van een verhoogde kans op een pathologische fractuur bij een Mirels-score boven de 7. Helaas is de studiegroep waaruit deze drempel voortvloeide erg beperkt in aantallen en diagnoses. Gebruik makende van de gereviseerde Mirels-score blijkt dat in een grotere patiëntenpopulatie bij een score boven de 9 uiteindelijk maar 15% factureert. De juiste inschatting van het fractuurrisico blijft ook bij deze score dus erg afhankelijk van de ervaring van de beoordelaar
Als chirurgische behandelindicatie wordt in de praktijk het radiologische criterium van meer dan 30 mm botdestructie in de lengterichting van een belast pijpbeen aangehouden, hierbij ontstaat er in 30% van de patiënten met een lytische laesie van het proximale femur een fractuur. Voor de bovenste extremiteit geldt veelal een laesiediameter ratio van meer dan 50%. Bij enige verdenking op inadequate röntgendiagnostiek als gevolg van malpositionering door bijvoorbeeld pijn, dient aanvullend een CT-scan te worden verricht om zo de circumferentie en cortexdestructie van de laesie beter in beeld te brengen.
Opgemerkt moet worden dat een te strikte handhaving van de bovengenoemde criteria kunnen leiden tot een risicovolle overbehandeling van een patiëntenpopulatie met een beperkte levensverwachting. Een multidisciplinaire aanpak lijkt daarom noodzakelijk om patiënten en behandelaars te behoeden voor een te agressieve en niet noodzakelijke chirurgische behandeling.

## Behandeling van een dreigende pathologische fractuur in een lang pijpbeen

### Radiotherapie
Voor de behandeling van een (dreigende) pathologische fractuur is een juiste indicatiestelling voor radiotherapeutische behandeling met of zonder chirurgische stabilisatie van het grootste belang. Profylactische stabilisatie is soms controversieel en uitdagend.(2) Een structurele diagnostische work-up dient daarom altijd vooraf te gaan aan eventuele radiotherapeutische dan wel chirurgische behandeling. In de meeste gevallen, ook in het geval van een actuele fractuur kan deze tijd zonder negatieve gevolgen voor de patiënt prima genomen worden.
Het grootste deel van de gevallen van ossale metastase kan succesvol worden behandeld met radiotherapie en pijnstillende middelen zoals paracetamol, NSAID en opiaten. Behoudens een bewezen adequate pijnstilling lijkt radiotherapie het fractuurrisico te verlagen.(5,11)
Vooral ossale metastasen van een mamma- en schildkliercarcinoom alsook het plasmocytoom en lymfoom reageren goed op radiotherapie. Dit geldt in mindere mate ook voor een long- of prostaatcarcinoom. Voor een ossale metastase van een niercelcarcinoom is deze reactie op radiotherapie minder goed voorspelbaar.
Naast radiotherapie spelen ook chemotherapie, hormonale therapie en behandeling met bisfosfonaten een belangrijke rol in de behandeling van ossale metastasen.

### Pijnstilling
Gebruik makende van de WHO-ladder voor pijnstilling lijkt de combinatie van een NSAID en opiaat de beste resultaten te bereiken in pijnstilling bij kankerpatiënten.(18-20) Aanvullende diagnostiek naar het fractuurrisico en de etiologie van de pijn moet hierbij niet worden vergeten.

### Radiotherapie
Zeer adequate pijnstilling kan al op korte termijn bereikt worden met een ‘single-dose’ behandeling. In het algemeen wordt radiotherapie gegeven van 8 Gy in een ‘single-dose’ of 20 Gy in 5 doses. Gemiddeld kan een pijnstillend effect na 1-4 weken worden verwacht bij minimaal 70% van de patiënten. Er lijkt geen toename van het fractuurrisico als gevolg van radiotherapie. De initiële kortdurende toename van pijnklachten als gevolg radiotherapie kan adequaat behandeld worden met prednison.(6;13;21) Indien er sprake is van een (dreigende) fractuur moet preventieve fixatie gevolgd door radiotherapie van het gehele operatie gebied overwogen worden.

### Timing van radiotherapie bij een dreigende of actuele fractuur
Bij een (dreigende) pathologische fractuur wordt er meestal voor gekozen radiotherapie te laten volgen op een (preventieve) chirurgische behandeling. De radiotherapie dient het gehele operatie gebied te bestrijken. Algemeen wordt aangehouden dat de beste timing voor het geven van postoperatieve radiotherapie ongeveer 10-14 dagen is. Dit lijkt voldoende tijd voor een adequate wondgenezing en kan eventuele progressie van de lytische laesie te remmen. Het gebruik van postoperatieve radiotherapie lijkt bij prothesiologie in vergelijking met osteosynthese tot minder re-operaties te leiden.(22;23) Hierbij moet worden opgemerkt dat het ongeveer 80% van de patiënten met een pathologische fractuur hun fractuurgenezing niet overleven en dat er geen negatieve invloed werd gevonden op hoeveelheid callusvorming na radiotherapie.(24)

### Medicamenteus
Bisfosfonaten hebben een down-regulerend effect op de door de tumor gestimuleerde osteoclasten en lijken progressie van de ossale metastase en daarmee het fractuurrisico te verminderen. Ook lijkt het serum calcium af te nemen (vooral aangetoond voor mammacarcinoom- en multiple myeloompatiënten). Toch is er geen direct effect aangetoond op de tumoractiviteit in de weke delen en daarmee tot op heden ook geen directe correlatie met de overleving(6;25). Daarnaast is het gebruik van bisfosfonaten niet zonder bijwerkingen (koorts, flebitis, spierpijn, gewrichtspijn, osteonecrose, hypocalciëmie en nierfunctiestoornissen). Routinematig gebruik van deze middelen zonder consultatie van een internist/oncoloog wordt dan ook niet aangeraden.
Nieuwe medicamenteuze behandeling met receptoractivator of NF-κB-ligand (RANKL) en osteoprotegerin (OPG) lijken een toekomstige rol te hebben in de medicamenteuze behandeling van ossale metastasen en de preventie van pathologische fracturen.(26) RANKL remt de osteoclastendifferentiatie en remt daarmee in diermodellen ook het aantal ossale metastasen en hun ossale complicaties (fractuurrisico) voor zowel osteolytische als osteoblastische laesies o.b.v. mamma, prostaat en longcarcinoom als ook myelomen. Prospectieve klinische studies naar de klinische relevantie van deze medicatie ontbreken nog. Aanbeveling over het gebruik van de ze medicatie kunnen daarom niet gemaakt worden.

## Chirurgische behandeling van een dreigende pathologische fractuur

### Pathologische Fractuurbehandeling algemeen
Het doel van chirurgische stabilisatie van een pathologische fractuur ten gevolge van een botmetastase is directe en volledige belastbaarheid, mede omdat botgenezing beperkt en vertraagt verloopt. Gemiddelde botgenezing na 6 maanden wordt geschat op 0% voor longcarcinoom, 37% voor mamma carcinoom. 44 % voor niercel carcinoom en 67% voor het myeloom.(24) Dit geldt voor iedere skelet lokalisatie. Bij voorkeur wordt gekozen voor een minimale chirurgische toegang, met zo mogelijk fixatie van het gehele bot. De osteosynthese dient dus rekening te houden met lokale progressie en osteolysis rondom de laesie, blijvende mechanische instabiliteit en eventuele nieuwe afwijkingen in de toekomst. Een andere belangrijke factor in de keuze van behandeling is de verwachte overleving van de patiënt en daarmee samenhangend de noodzakelijke overleving van de osteosynthese of andere chirurgische behandeling.
Voor de keuze van de definitieve behandeling moet er onderscheid gemaakt worden tussen drie prognostische groepen(34):
1. Zeer korte levensverwachting of (minder dan 2 maanden) of een zeer slechte algehele conditie (>6 punten): snel groeiende agressieve tumor met multipele ossale en viscerale/cerebrale metastasen en een laag Hb en/of cardiopulmonale problematiek.
2. Levensverwachting < 1 jaar (3-5 punten): langzaam/matig groeiende tumor bij relatief goede functionele status, zonder viscerale of cerebrale metastasen.
3. Levensverwachting >1 jaar (0-2 punten): (solitaire) langzaam groeiende tumor, goed reagerend op radio en/of chemotherapie zonder viscerale of cerebrale metastasen.
Om falen van de primaire osteosynthese of prothese te voorkomen is het soms verstandig te anticiperen op een langere overleving dan verwacht (zie figuur 1). Een multidisciplinaire aanpak verdient in alle gevallen de voorkeur.

### Preventieve behandeling
Het doel van chirurgische stabilisatie van een pathologische fractuur, ten gevolge van een botmetastase, is een direct en volledig belastbaar been, met een minimaal invasief karakter. Indien voor een chirurgische stabilisatie bij een (dreigende) pathologische fractuur wordt gekozen is het belangrijk rekening te houden met de verwachte survival van de patiënt en de afwezige of zeer beperkte botgenezing bij een bestaande fractuur.(3;27) Rekening houdende met de individuele omstandigheden zoals de levensverwachting en mobiliteit lijkt bij hoogrisico laesies tijdige en rigide chirurgische stabilisatie geïndiceerd. In de praktijk geeft men vaak de voorkeur aan een profylactische stabilisatie boven met een ‘wait and see’-beleid. In vergelijking met een chirurgische stabilisatie van een actuele pathologische fractuur heeft profylactische fixatie enkele voordelen: snelle pijnvermindering, eerdere mobilisatie, verkorte opnameduur en minder per- en postoperatieve complicaties.(3;9)
Overhaaste chirurgische stabilisatie daarentegen kan bij het bestaan van een primaire beentumor een ledemaat sparende chirurgie onmogelijk maken. Zelfs bij een actuele fractuur is er meestal sprake van een hemodynamisch stabiele patiënt die met adequate pijnstilling voldoende comfortabel kan worden gehouden om weloverwogen en eventueel multidisciplinair een behandelplan op te stellen. Ook kan het emboliseren van een zeer vasculaire tumor, zoals een niercel- of schildkliercarcinoom, doeltreffend in pijnreductie zijn. Ook dient het overwogen te worden maximaal 3 dagen voor de chirurgische stabilisatie, om zo het bloedverlies te reduceren.
Biomechanisch verdient het de voorkeur om het tumordefect te vullen met cement , onafhankelijk van het te gebruiken type osteosynthese. Daarbij kan debulking van een radiotherapie ongevoelige laesie (niercelcarcinoom) prognostische voordelen bieden. Alle laesies in het betreffende lange pijpbeen dienen te worden behandeld en dus in een tempo gefixeerd. Indien het bestraalde pijpbeen, zonder pathologische fractuur, bij een zeer korte levensverwachting of patiënt met een ASA classificatie > 3, pijnklachten blijft geven, kan een percutane cementplastiek eventueel gecombineerd met radiofrequentie ablatie (RFA) therapie, ook een goede optie zijn.(35;36)

### Onderste extremiteit

#### Femur
Bij chirurgische stabilisatie van het proximale femur (met 66% het meest frequent aangedane lange pijpbeen) wordt de laesie al dan niet te gecuretteerd en opgevuld met cement waarna stabilisatie middels plaat of pen osteosynthese volgt. In het geval van multipele laesies wordt het gebruik van een mergpen eventueel met botcement geadviseerd. De toevoeging van botcement aan de osteosynthese verbetert de belastbaarheid stabiliteit en uiteindelijke overleving van de zowel de plaat- als penosteosynthese. Hiervoor moet de laesie wel eerst zorgvuldig te worden gecuretteerd. Een extra incisie bij het gebruik van een intramedullaire pen is hiervoor soms noodzakelijk. Met de tegenwoordige moderne intramedullaire pennen lijkt het verstandig om ook het collum femoris te beschermen gebruik makende van een ‘interlocking nail’ met één of twee schroeven in het collum femoris. Het botcement wordt ook gebruikt om een botdefect te vullen en zo de belastbaarheid en de verankering van het implantaat aan het vaak beschadigde bot te verbeteren.(9;28;29)
Voordelen van een mergpenfixatie zij met name de mogelijkheid direct het gehele pijpbeen te stutten en het minimaal invasieve karakter. Versleping van tumorweefsel door het inbrengen van een intramedullaire pen door de laesie kan veelal worden geaccepteerd. Toch verdient het de aanbeveling, het gehele operatiegebied te bestralen om zo progressie van de laesie te vertragen en eventuele genezing te stimuleren (met name bij sclerotische laesies).(30)
Voordeel van plaatosteosynthese met botcement is de goede verankering van de schroeven in het cement en minder contaminatie van het mergkanaal.
Bij uitgebreide beschadiging van het proximale femur (pertrochantair, collum en caput femoris) of een verwachte overleving van meer dan 1 jaar wordt een gecementeerde kophalsprothese (hemiartroplastiek/of tumorprothese) aangeraden. Hiermee wordt het relatief hoge per- en postoperatieve risico van falende osteosynthese verminderd van 12 naar 2%.(23) Bij multipele laesies moet een lange steel worden gebruikt. Houdt hierbij wel rekening met een vergroot risico op een longembolie en peroperatieve bloeddrukdaling. Bij voorkeur verloopt de steel tot 12 centimeter onder de meest distale metastase.

#### Tibia
Het risico op een pathologische fractuur in de tibia is significant lager vergeleken met het femur.
Metafysaire laesies kunnen worden behandeld met curettage en cementopvulling (PMMA), veelal gecombineerd met een additionele afsteunplaat om inzakking van het tibiaplateau te voorkomen. Hierbij geldt een bovengrens van 50% van de metafysaire cicumferentie. Indien meer dan 50% is gedestrueerd kan beter een megaprothese of PMMA met uitgebreidere osteosyntese worden toegepast.
Voor de diafysaire laesie in de tibia geldt in het algemeen een voorkeur voor intramedullaire fixatie zo nodig met het gebruik van PMMA. Soms kan een diafysaire minimaal verplaatste fractuur, als gevolg van een stralingsgevoelige afwijking, ook conservatief worden behandeld gebruik makende van een sarmientobrace.

### Bovenste extremiteit

#### Humerusenscapula
Voor de behandeling van metastasen in de scapula is radiotherapie meestal afdoende. Eventueel kan alleen een resectie zonder reconstructie worden overwogen.
Voor de proximale humerus geldt, als gevolg van de grote momentarm en torsiekrachten, een relatief groot fractuurrisico. Een fractuur van het caput en/of metafyse van de humerus wordt met een gecementeerde hemiartroplastiek behandeld. Voor diafysaire laesies geldt eenzelfde behandelalgoritme als bij de femur- en tibiadiafyse, waarbij een intramedullaire oplossing de voorkeur heeft wanneer er geen sprake is van secundaire uitval van de nervus radialis. In dat geval geniet open repositie en interne fixatie met een plaatosteosynthese, zo mogelijk gebruik makende van curettage en cementplastiek de voorkeur.(31) In het geval van een hoogrisico laesie bij een zeer lage levensverwachting dan wel hoge ASA klasse kan eventueel worden volstaan met een cementplastiek alleen.
Laesies in de distale humerus kunnen het best verzorgd worden met een curettage, cementplastiek en plaatosteosynthese.

#### Elleboog/radius/Ulna
Ossale metastasen distaal van de elleboog zijn zeldzaam. Ook hierbij kan vaak worden volstaan met een cementplastiek alleen, eventueel gecombineerd met een beperkte intramedullaire pen (steinman/k-draad).
In opzet curatieve behandeling
Een radicale en-blockresectie kan worden verricht bij een levensverwachting van meer dan twee jaar zoals bij een solitaire metastase van een schildklier- of niercelcarcinoom. Een preoperatieve MRI is in dit geval noodzakelijk om preoperatief de te behalen marges te bepalen en eventuele reconstructie met een tumor prothese te plannen. Zowel de biopsie als de behandeling dienen in een ervaren traumacentrum te gebeuren. Bij het bestaan van een (dreigende) pathologische fractuur bij een verdenking van primaire beentumor wordt, voorafgaand aan de biopsie, consultatie van de commissie voor beentumoren of verwijzing naar een van de vier oncologisch orthopedische centra (AMC, LUMC, UMCG, UMCN) geadviseerd. Ook hier is een preoperatieve MRI noodzakelijk.

### Stroomdiagram
- Dreigende of actuele pathologische fractuur in het lange pijpbeen
onderzoek:
  - X lange pijpbeen
  - X-thorax
  - Bloedonderzoek
  - urineonderzoek
  - botscan
- resultaat, drie mogelijkheden:
  1. bewezen ossaal gemetastaseerde ziekte
behandeling radiotherapie / chemotherapie
  2. bewezen primaire ziekte met onbekende botlaesie
biopsie
  3. botlaesie zonder primaire ziekte
onderzoek:
    - CT-thorax
    - CT-abdomen
    - MRI laesie

behandeling is daarna afhankelijk van levensverwachting:
| levensverwachting | type                 | behandeling                                                                                       |
| ----------------- | -------------------- | ------------------------------------------------------------------------------------------------- |
| <3 maanden        | palliatief           | radiotherapie verzorgende chirurgische stabilisatie (cementplastiek/pen)                          |
| 3-12 maanden      | palliatief           | chemotherapie/radiotherapie oefenstabiele chirurgische stabilisatie (prothese/pen/plaat)          |
| >12 maanden       | structureel/curatief | chemotherapie/radiotherapie structureel belastbare chirurgische stabilisatie (prothese/pen/plaat) |

Verwachte levensverwachting volgens Katagiri et al.(34) (zie tabel 1):
<2 maanden: >6 punten: snel groeiende agressieve tumor met multipele ossale en viscerale metastasen.
2-12 maanden: 3-5 punten: langzaam/matig groeiende tumor bij relatief goede functionele status.
>12 maanden: 0-2 punten: (solitaire) langzaam groeiende tumor, goed reagerend op radio en/of chemotherapie zonder viscerale metastasen.
Tabel 1 Prognostische score voor overall survival bij ossale metastasen volgens H. Katagiri et al. (34)
| Prognostische factor | Snelle groei Hepatocellulair-, maag-, longcarcinoom | Langzame groei Schildklier-, mamma-, prostaatcarcinoom, plasmocytoom, lymfoom | Matige groeisnelheid Overige | Viscerale of cerebrale metastasen | Functionele status | Eerdere chemotherapie | Multipele ossale metastasen |
| score                | 3                                                   | 0                                                                             | 2                            | 2                                 | 1                  | 1                     | 1                           |

Tabel 2 Meest voorkomende tumoren bij een (dreigende) pathologische fractuur bij patiënten van 40 jaar of ouder. (2-4)
| Metastase                              | Primaire maligne beentumor   | Primair benigne beentumor |
| -------------------------------------- | ---------------------------- | ------------------------- |
| Longcarcinoom                          | Morbus Kahler/ plasmocytoom  | Reusceltumor              |
| Mammacarcinoom                         | Chondrosarcoom               | Aneurysmatische botcyste  |
| Niercelcarcinoom (Grawitz)Reusceltumor | Osteosarcoom                 | Fibreuze dysplasie        |
| Non-ossifying fibroma                  | Enchondroom                  | Osteosarcoom              |
| Schildkliercarcinoom                   | Maligne fibreus histiocytoom | Solitaire botcyste        |
| Melanoom                               | Lymfoom                      | Non-ossifying fibroma     |
| Wekedelensarcoom                       |                              | Enchondroom               |

Tabel 3 Radiologische criteria ter beoordeling van het fractuurrisico op een standaard röntgenfoto. (1,9)
| Radiologische kenmerken                          | Individuele significante voorspeller van fractuurrisico |
| ------------------------------------------------ | ------------------------------------------------------- |
| Lengte corticaal defect (> 30 mm)                | Goede voorspeller                                       |
| >50% circumferentie aangedaan                    | Goede voorspeller                                       |
| Radiologisch aspect laesie: osteolytisch         | Matige individuele voorspeller                          |
| Laesie collum femoris (> 25% v/d diameter)       | Matige individuele voorspeller                          |
| Locatie laesie: proximaal / distaal / midschacht | Geen individuele voorspeller                            |
| Breedte ossaal defect                            | Geen individuele voorspeller                            |

Tabel 4 Mirels-scoresysteem voor dreigende pathologische fracturen (12).
| Punten | Grootte laesie              | Locatie laesie       | Aspect laesie | Pijn                  |
| ------ | --------------------------- | -------------------- | ------------- | --------------------- |
| 1      | 1/3 van de cortex aangetast | Bovenste extremiteit | Sclerotisch   | Mild                  |
| 2      | <2/3 van de cortex          | Onderste extremiteit | Mixed         | Matig                 |
| 3      | >2/3 van de cortex          | Pertrochantair       | Osteolytisch  | Functionele beperking |

Tabel 5 Preoperatieve screening bij een (dreigende) pathologische fractuur op basis van een maligne ossale laesie.
| Bekende gemetastaseerde ziekte           | Bekende maligniteit zonder bekende metastasen                     | Onbekende gemetastaseerde ziekte                                  |
| ---------------------------------------- | ----------------------------------------------------------------- | ----------------------------------------------------------------- |
| Inschatten fractuurrisico                | Diagnostiek naar primaire pathologie en inschatten fractuurrisico | Diagnostiek naar primaire pathologie en inschatten fractuurrisico |
| X- lange pijpbeen geheel in 2 richtingen | X- lange pijpbeen geheel in 2 richtingen                          | X- lange pijpbeen geheel in 2 richtingen                          |
| Laboratoriumonderzoek (bloed / urine)    | Laboratoriumonderzoek (bloed / urine)                             | Laboratoriumonderzoek (bloed / urine)                             |
| Skeletscintigrafie                       | Skeletscintigrafie                                                | Skeletscintigrafie                                                |
| CT-scan ossale laesie†                   | CT-scan ossale laesie†                                            | CT-scan ossale laesie†                                            |
|                                          |                                                                   | CT-thorax en abdomen                                              |
|                                          |                                                                   | (CT geleide) dikke naaldbiopsie                                   |
|                                          |                                                                   | MRI pathologische laesie††                                        |
|                                          | Biopsie                                                           | Biopsie                                                           |

† Bij niet beoordeelbare röntgenfoto’s.
†† Bij verdenking primaire beentumor, of solitaire curatief resectabele laesie en indien röntgen opname onvoldoende informatie geeft over fractuurrisico.